# 치조골
치조골(齒槽骨, alveolar bone)은 턱뼈(상악골 및 하악골)에서 치아가 자리 잡는 치조와(tooth sockets)를 포함하는 뼈의 일부이다. 치조돌기(Alveolar Process)는 구강 내에서 잇몸으로 덮여 있으며, 하악관(mandibular canal)을 따라 끝난다. 부분적으로 치밀골로 구성되어 있으며, 혈관과 결합조직 섬유가 통과하는 작은 구멍들이 존재한다. 치조골은 임상적으로 치주질환, 교정치료, 임플란트 시술 등에서 주로 다뤄지는 조직이다. 음성학적으로는 치아와 함께 정확한 치조음을 생성하는데 중요하다. 법의학에서는 개인 식별 및 법의학적 분석에 사용될 수 있다.

## 임상적 중요성

### 치조골 소실

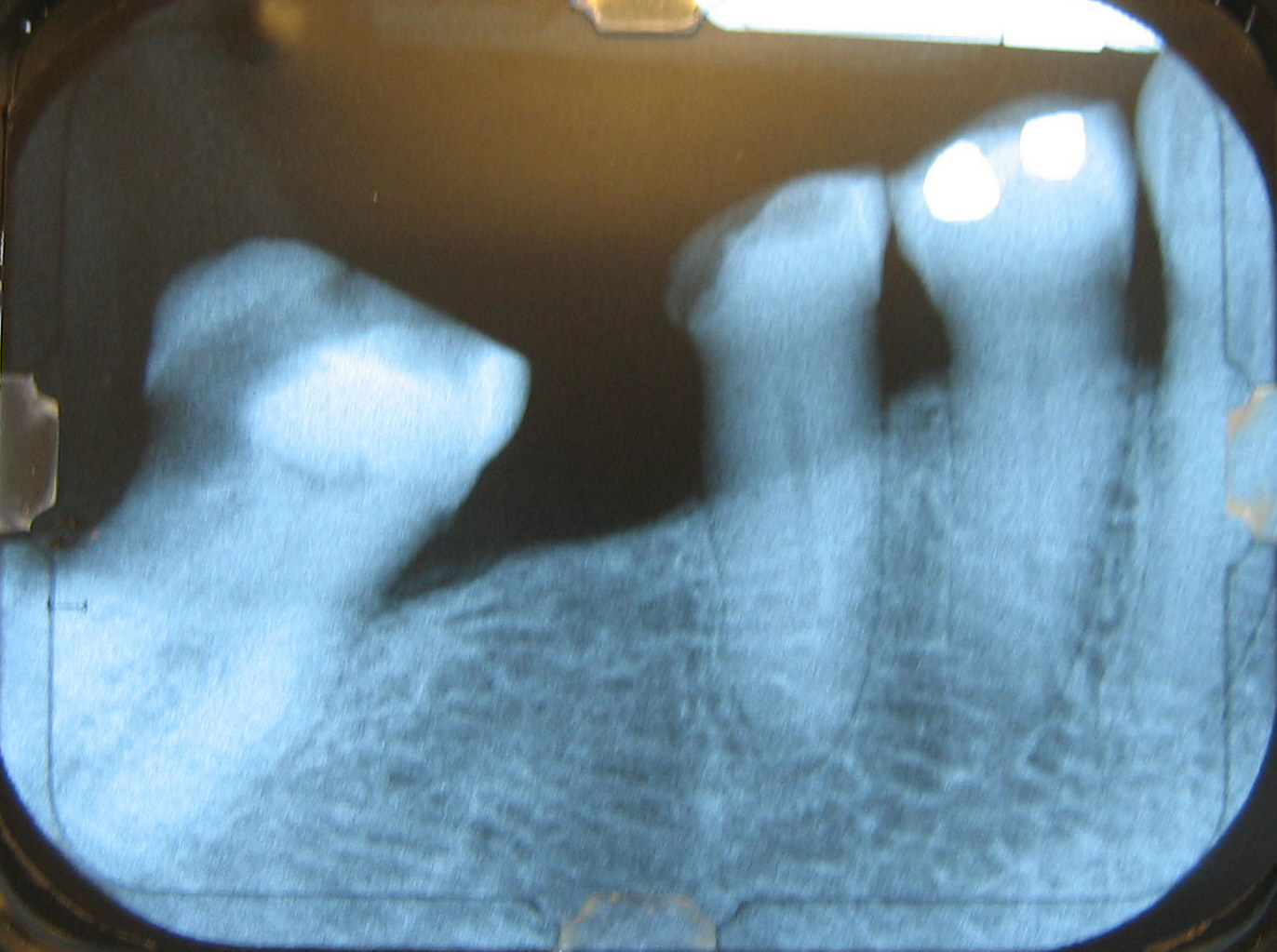
X선 촬영에서 하악의 오른쪽 부분에서 치조골이 소실된 모습. 관련된 치아들은 Crown-to-root 비율이 불량하며, 이로 인해 2차적인 교합 외상에 노출될 수 있다.

치조골은 흡수 과정에 의해 손실되는데, 이는 파골세포가 뼈의 경질 조직을 분해하는 과정이다. 흡수의 주요 징후는 물결 모양의 침식이 발생하는 것이다. 이를 하우쉽(Howship) 흡수강이라고도 한다. 흡수 단계는 파골세포의 수명인 약 8~10일 동안 지속된다. 이 흡수 단계가 끝난 후, 파골세포는 다른 주기에서 표면을 계속 흡수하거나 세포 자살을 야기하곤 한다. 그 후에는 수리 단계가 시작되며, 이 단계는 3개월 이상 지속된다. 치주 질환이 있는 환자에서는 염증이 더 오래 지속되며, 수리 단계 동안 골 형성이 흡수에 의해 우선될 수 있다. 이로 인해 치조골의 순손실이 발생한다.
치조골 손실은 치주 질환과 밀접하게 관련된다. 치주 질환은 잇몸의 염증이다. 골면역학 연구에서는 치조골 손실에 대해 두 가지 모델을 제시했다. 첫 번째 모델은 염증이 치주 병원체에 의해 유발되어 획득 면역 체계가 활성화되며, 이로 인해 흡수 후 새로운 골 형성을 제한하여 골 결합을 억제한다는 것이다. 두 번째 모델은 세포분열이 파골세포의 전구체에서 골아세포의 분화를 억제하여 골 형성을 제한한다고 제안한다. 이로 인해 치조골의 순손실이 발생한다.